# Jekaterina Alexandrowna Owtscharenko
Jekaterina Alexandrowna Owtscharenko (russisch Екатерина Александровна Овчаренко; Ekaterina Ovcharenko, * 31. Dezember 2000) ist eine russische Tennisspielerin.

## Karriere
Owtscharenko spielt überwiegend Turniere auf der ITF Women’s World Tennis Tour, auf der sie bislang elf Doppeltitel gewann.
Am 10. Dezember 2018 konnte sie mit Jewgenija Burdina in Antalya ihr erstes Doppelfinale erreichen, dieses wurde aber beim Stand von 6:1, 0:1 abgebrochen.

## Turniersiege

### Doppel
| Nr. | Datum             | Turnier             | Kategorie | Belag             | Partnerin                 | Finalgegnerinnen                             | Ergebnis          |
| --- | ----------------- | ------------------- | --------- | ----------------- | ------------------------- | -------------------------------------------- | ----------------- |
| 1.  | 21. August 2022   | Bad Waltersdorf     | ITF W15   | Sand              | Zdena Šafářová            | Panna Bartha Stefania Bojica                 | 6:1, 6:3          |
| 2.  | 25. November 2022 | St. Ulrich          | ITF W25   | Hartplatz (Halle) | Sapfo Sakellaridi         | María Fernanda Navarro Taylor Ng             | 6:2, 6:4          |
| 3.  | 21. Januar 2023   | Antalya             | ITF W15   | Sand              | Darja Jurjewna Lodikowa   | Hurricane Tyra Black Qavia Lopez             | 6:2, 6:3          |
| 4.  | 28. Januar 2023   | Antalya             | ITF W15   | Sand              | Polina Alexejewna Leikina | Hurricane Tyra Black Doğa Türkmen            | 6:2, 3:6, [10:4]  |
| 5.  | 20. Mai 2023      | Kachreti            | ITF W25   | Hartplatz         | Marija Kosyrewa           | Anastassija Solotarjowa Rada Solotarjowa     | 7:5, 6:3          |
| 6.  | 3. Februar 2024   | Andrézieux-Bouthéon | ITF W75   | Hartplatz         | Alewtina Ibragimowa       | Emily Appleton Freya Christie                | 3:6, 6:3, [10:5]  |
| 7.  | 23. März 2024     | Antalya             | ITF W15   | Sand              | Jekaterina Agurejewa      | Denislawa Gluschkowa Anastassija Gretschkina | 6:0, 7:5          |
| 8.  | 15. Juni 2024     | Norges-la-Ville     | ITF W15   | Hartplatz         | Kristiana Sidorowa        | Alina Granwehr Celine Simunyu                | 6:4, 6:3          |
| 9.  | 13. Juli 2024     | Chambéry-Bissy      | ITF W15   | Hartplatz         | Arina Arifullina          | Viola Turini Maria Vittoria Viviani          | 6:1, 6:1          |
| 10. | 8. Februar 2025   | Herrenschwanden     | ITF W35   | Teppich           | Emily Webley-Smith        | Mariam Bolkwadse Sinja Kraus                 | 7:61, 2:6, [11:9] |
| 11. | 5. Juli 2025      | Bissy-Chambéry      | ITF W15   | Hartplatz         | Jekaterina Jaschina       | Élise Renard Louna Zoppas                    | 6:2, 6:0          |